# 浙江大学能源工程学院
浙江大学能源工程学院是浙江大学的一个学院，现属于工学部。学院的前身是成立于1978年5月的热物理工程学系，1989年9月改名为能源工程学系。它是中国高校中最早成立的热物理工程学系，为中国首批工程热物理博士点单位。

## 历史
1987年工程热物理学科成为国家重点学科，2007年动力工程及工程热物理成为一级国家重点学科。1999年9月能源工程学系与机械工程学系、工程力学系组成了机械与能源工程学院。2009年1月，能源工程学系再次独立运转。2014年，能源工程学系更名为能源工程学院。

## 现状
现有能源与环境系统工程、新能源科学与工程、机械设计制造及其自动化3个本科专业。目前在校生包括668名本科生，393名硕士生，150余名工程硕士，230名博士生。

## 重点学科
- 1个一级学科国家重点学科
- 1个一级学科博士点(覆盖8个二级学科)
- 1个一级学科博士后流动站

## 师资力量
现有教职工117人，其中正高级职称40人、副高级职称52人，41名博士生导师、72名硕士生导师。教师中拥有1名中国工程院院士、6名“长江学者”奖励计划特聘教授、5名国家杰出青年基金获得者、7名国家百千万人才、11名教育部跨(新)世纪人才、2名浙江省特级专家、1名浙江大学求是特聘教授。
现任院长为国家杰出青年基金获得者、长江奖励计划特聘教授、973首席科学家骆仲泱教授。

## 研究机构
学系下设以下单位：
- 1个能源清洁利用国家重点实验室
- 2个国家工程研究(技术)中心
- 1个国家级研发(实验)中心
- 1个国家级实验教学示范中心

4个研究所
- 热能工程
- 动力机械及车辆工程
- 制冷与低温
- 热工动力系统

近年来获10余项国家级教学和科研奖励，2011年科研经费达1.2亿元。